# Josef Fučík (Maler)
Josef Fučík (* 13. August 1890 in Bernartice u Milevska, Österreich-Ungarn; † 25. Oktober 1955 in Prag) war ein tschechischer Pädagoge, Illustrator und akademischer Maler.

## Leben
Fučík war ein Sohn des Schlossermeisters Antonín Fučík und dessen Ehefrau Barbora (geborene Klíma), deren Eltern Bauern auf dem ehemaligen Gut Bechyně waren. Das Paar hatte am 22. November 1881 in der Kirche St. Martin geheiratet. Er interessierte sich schon früh für Bücher und die Malerei. Diese Neigungen wurde durch seinen Paten Matěj Kostohryz, der eine Buchbinderwerkstatt betrieb verstärkt. Von 1896 bis 1900 besuchte er die Grundschule seiner Heimatstadt. Anschließend ging er bis 1908 auf die C. k. českého reálného gymnasia (Tschechischen Realgymnasium) in Tábor. Er erhielt von 1909 bis 1911 bei Emanuel Dítě und Jakub Schikaneder eine allgemeine Ausbildung in Malerei, Zeichnung und dekorativer Kunst an der Kunstgewerbeschule in Prag. Er setzte seine Ausbildung im Atelier für Genre- und Figurenmalerei bei Maxmilián Pirner an der Prager Akademie der Bildenden Künste fort. Nach dem Ende des Ersten Weltkriegs wurde Fučík Lehrer und erhielt 1921 eine Professur. Er wirkte kurzzeitig auch am Staatlichen Lehrerinstitut in Troppau und war Gymnasialprofessor für Kunstpädagogik in Ostrava und Leitmeritz. Er arbeitete kreativ mit der Bühne des Mährischen Nationaltheaters in Ostrava zusammen und wurde danach nach Leitmeritz in Nordböhmen als Professor für grafische Techniken, ornamentale Komposition, Malen, Modellierung und Zeichnen an das „Státním čs. reálném gymnasiu Josefa Jungmanna“ (Josef Jungmann Realgymnasium).
Er gehörte stilistisch dem Postimpressionist an und fertigte auch Illustrationen an. Für die Theatergruppe „K. H. Mácha“ (Karel Hynek Mácha) in Leitmeritz fertigte er einige Bühnenbilder an. Er war Mitglied im Verband Nordböhmischer Künstler.

## Werke und Ausstellungen (Auswahl)
Ausstellungen
- 11. November 1923: Ausstellung des Verbands Nordböhmischer Künstler in der Stadt Ústí nad Labem (70 Gemälde unterschiedlicher Genres mit Landschaftsgemälden Fučíks) ab 2. Dezember 1923 nach Leitmeritz verlegt.
- September 2000: Krajina Litoměřicka a Českého středohoří v proměnách malířských slohů 19. a 20 Ausstellung im Okresní Vlastivědné Muzeum in Leitmeritz (Die Leitmeritzer Landschaft und das Böhmische Mittelgebirge im Wandel der Malstile des 19. und 20. Jahrhunderts mit Werken von Erwin Müller, Otty Schneider, Felix Bibus, Josef Fucik und Vaclav Valta).[2]

Gemälde
- Žně (Ernte)
- Zřícenina hrádku v lese (Burgruine im Wald)
- Kvetoucí sad (Blühender Obstgarten, Öl auf Leinwand)

## Familie
Fučík war mit Karla (geborene Stoklasová) verheiratet, er hatte drei Brüder:
- Antonín Fučík (* 5. August 1883) ⚭ 21. Mai 1912 mit Marie (geborene Fuková)
- František Fučík (11. Februar 1886–24. Juni 1945) ⚭ 11. Mai 1916 mit Marie (geborene Votrubová)
- Petr Pavel Fučík (* 26. Juni 1894) ⚭ 4. Juni 1925 mit Antonie (geborene Marešová)